# Atmosfeer (eenheid)
| Grotere en kleinere eenheden van pascal en bar | Grotere en kleinere eenheden van pascal en bar | Grotere en kleinere eenheden van pascal en bar | Grotere en kleinere eenheden van pascal en bar | Grotere en kleinere eenheden van pascal en bar | Grotere en kleinere eenheden van pascal en bar | Grotere en kleinere eenheden van pascal en bar |
| ---------------------------------------------- | ---------------------------------------------- | ---------------------------------------------- | ---------------------------------------------- | ---------------------------------------------- | ---------------------------------------------- | ---------------------------------------------- |
| factor                                         | naam pascal                                    | symbool                                        |                                                | factor                                         | naam bar                                       | symbool                                        |
| 1                                              | pascal                                         | Pa                                             | 10−5                                           |                                                |                                                |                                                |
| 102                                            | hectopascal                                    | hPa                                            | 10−3                                           | millibar                                       | mbar                                           |                                                |
| 103                                            | kilopascal                                     | kPa                                            | 10−2                                           |                                                |                                                |                                                |
| 105                                            | ± atmosfeer                                    | atm                                            | 1                                              | bar                                            | bar                                            |                                                |
| 106                                            | megapascal                                     | MPa                                            | 10                                             |                                                |                                                |                                                |
| 109                                            | gigapascal                                     | GPa                                            | 104                                            |                                                |                                                |                                                |

De atmosfeer is een verouderde eenheid van druk, overeenkomend met de gemiddelde luchtdruk op zeeniveau. Op 1 januari 1978 werd in de Europese Economische Gemeenschap het gebruik van een aantal oude en vertrouwde eenheden, zoals de atmosfeer, wettelijk verboden. Voortaan moest het SI-stelsel worden gebruikt. In het Internationale Stelsel van Eenheden is 1 atm exact gelijk aan 1013,25 hPa, 1,01325 bar en 760 Torr. Het eenheidssymbool is atm.
Vroeger werd ook het begrip technische atmosfeer gebruikt (at): 1 at = 1 kgf/cm2 = 0,9678 atm. De ato was het symbool voor (technische) atmosfeer overdruk.
In de luchtvaart en meteorologie gaf men voorheen de luchtdruk aan in millibar en thans in hectopascal (hPa). 